# Песяк (дем Хрупища)
 Тази статия е за селото в Костурско.  За планината в Република Северна Македония вижте Песяк (планина).  
Пèсяк или Пèсък (изписване до 1945 година: Пѣсякъ; на гръцки: Αμμουδάρα, Амудара, до 1926 година Πισιάκοι, Писяки) е село в Егейска Македония, Гърция, дем Хрупища, област Западна Македония.

## География
Селото се намира на 5 километра южно от демовия център Хрупища (Аргос Орестико), на десния бряг на река Бистрица. Част от землището на Песяк традиционно се наводнява.

## История

### В Османската империя
В края на XIX век Песяк е българско село село на самата българо-гръцка етническа граница – първото село в южна посока е гръцкото Витан. Според статистиката на Васил Кънчов („Македония. Етнография и статистика“) в 1900 година Пѣсъкъ има 120 жители българи.
На Етнографската карта на Битолския вилает на Картографския институт в София от 1901 година Песяк е чисто българско село в Костурската каза на Корчанския санджак с 20 къщи.
В началото на XX век цялото население на Песяк е под върховенството на Цариградската патриаршия, но след Илинденското въстание в началото на 1904 година минава под върховенството на Българската екзархия. В 1904 година при реорганизацията на Костенарийския революционен район след въстанието, в Пѣсякъ е създаден революционен комитет на Вътрешната македоно-одринска революционна организация.
По данни на секретаря на екзархията Димитър Мишев („La Macédoine et sa Population Chrétienne“) в 1905 година в Песяк има 400 българи екзархисти.
Според Георгиос Панайотидис, учител в Цотилската гимназия, Писаки (Πισσάκι) в 1910 година има 25 „българоговорещи гръцки семейства“.
Според Георги Константинов Бистрицки Чифлик Песяк преди Балканската война има 20 български къщи.
По време на Балканската война един човек от Песяк е доброволец в Македоно-одринското опълчение.
В „Етнография на Македония“, издадена в 1924 година, Густав Вайганд описва Пишак като българско село на българо-гръцката езикова граница:
| „ | Котловината на Кастория е българска, но самата Кастория както и Маврово са гръцки, респективно гърцизирани, в Хрупища гръцката партия е наистина много силна, но не може да става дума за гърцизиране. Гощерац е почти, Богатсико - напълно гърцизирано. Езиковата граница върви от Гощерац към моста на Смикси, на север лежащото Пишак е още българско, а обратно Витсани и Бубуща са гръцки. Долината на идващия от Грамости поток, на Белица, е българска до Хамотско, следващото Линотопи е албанско, а следващото Грамости - аромънско. | “ |

На етническата карта на Костурското братство в София от 1940 година, към 1912 година Песякъ е обозначено като българско селище.

### В Гърция
През войната селото е окупирано от гръцки части и остава в Гърция след Междусъюзническата война. Боривое Милоевич пише в 1921 година („Южна Македония“), че Песяк (Песjак) има 8 къщи славяни християни и 4 къщи погърчени славяни и власи и гърци. В 1926 година името на селото е преведено като Амудара, пясъчно.
Песяк не пострадва в Гръцката гражданска война.
Селото традиционно произвежда градинарски култури, жито и боб.
| Име      | Име       | Ново име | Ново име | Описание                         |
| -------- | --------- | -------- | -------- | -------------------------------- |
| Палабени | Παλάμπενι | Палами   | Παλάμη   | местност в Одре, СЗ от Песяк     |
| Рекуска  | Ρεκούρκα  | Ксерия   | Ξεριά    | река в Одре, минаваща Ю от Песяк |
| Бара     | Μπάρα     | Рахи     | Ράχη     | връх в Одре (714 m), Ю от Песяк  |
| Копач    | Κοπάτσι   | Лакия    | Λακκιά   | местност в Одре, ЮЗ от Песяк     |

| Година    | 1913 | 1920 | 1928 | 1940 | 1951 | 1961 | 1971 | 1981 | 1991 | 2001 | 2011 | 2021 |
| --------- | ---- | ---- | ---- | ---- | ---- | ---- | ---- | ---- | ---- | ---- | ---- | ---- |
| Население | 148  | 143  | 174  | 249  | 232  | 209  | 165  | 144  | 135  | 112  | 61   | 56   |

## Личности
Родени в Песяк
- Димитър Георгиев (1884 – ?), македоно-одрински опълченец, Трета рота на Десета прилепска дружина[17]
- Константинос Георгиу или Динас (Κωνσταντίνος Γεωργίου, Ντίνας), гръцки андартски деец от ІІІ ред[18]
- Костадин (Дине) Василев Кираджията и синовете му братя Кираджиеви: Аргир, Иван и Атанас, български общественици, дейци на българското църковно и просветно дело в Хрупища, легални дейци на ВМОРО, участници в Първата световна война на страната на България, впоследствие емигранти в САЩ и изобретатели на т. нар. чили от Синсинати.[19]
- Михаил Типадис (1862 – 1951), лекар и андартски деец[20]
- Наум Василиу (Ναούμ Βασιλείου), гръцки андартски деец от ІІІ ред[18]
- Стерьос Василиу (Στέργιος Βασιλείου), гръцки андартски деец от ІІІ ред[18]
- Т. Кирязопулос (Θ. Κυριαζόπουλος), гръцки андартски деец от ІІІ ред[18]
- Христос Типадис (1876 – 1914), фармацевт
- Янко Кръстев (? – 1903), български общественик, деец на българското църковно и просветно дело в Хрупища